# خوسيه غوميز مستيليير
خوسيه غوميز مستيليير (مواليد 28 يناير 1959) هو ملاكم كوبي، مثّل بلاده في الألعاب الأولمبية الصيفية 1980 وحقق الميدالية الذهبية في فئة الوزن المتوسط.

## روابط خارجية
خوسيه غوميز مستيليير على موقع بوكس ريك (الإنجليزية) (registration required)
- خوسيه غوميز مستيليير على موقع اللجنة الأولمبية الدولية (الإنجليزية)
- خوسيه غوميز مستيليير على موقع أوليمبيديا (الإنجليزية)